# Grabów nad Prosną

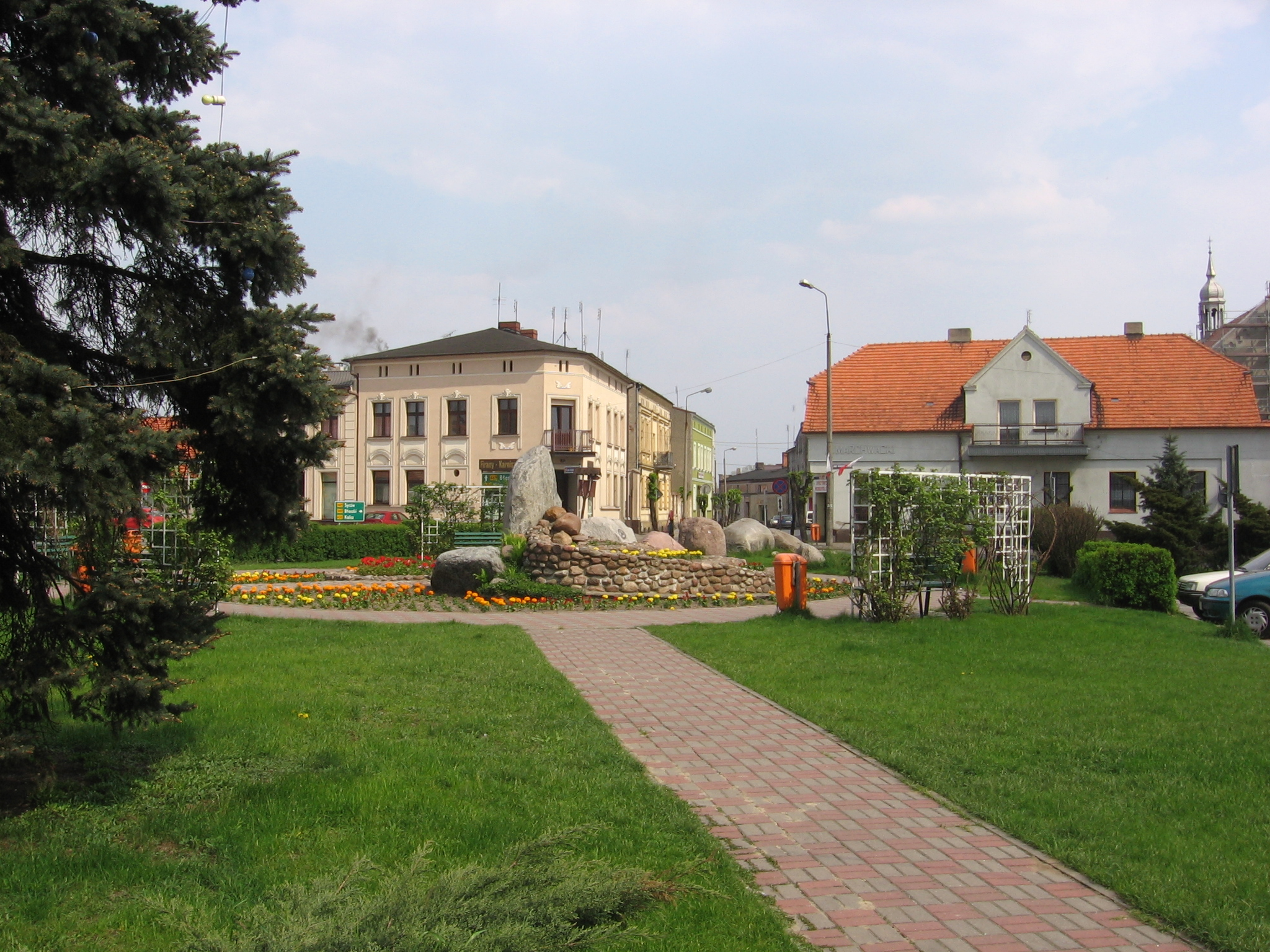
Grabów nad Prosną

Grabów nad Prosną (tyska: Grabow, kallades av den nazistiska ockupationsmakten 1940 - 1945 Altwerder) är en stad i Wielkopolska vojvodskap i västra Polen, 2 056 invånare (2007).